# カム・フラージュ
「カム・フラージュ」は、1983年12月1日に発売された柏原芳恵の16枚目のシングル。

## 概要
A面、B面とも作詞・作曲は「春なのに」以来4作ぶりとなる中島みゆきが担当した。また、カップリングの「雪」は中島のカバー楽曲で、オリジナルは中島のアルバム『臨月』（1981年）に収録されている。
オリコンチャートでは最高位は6位、20万枚近い売上枚数となった。また、TBS系『ザ・ベストテン』での最高位は7位、日本テレビ系『ザ・トップテン』での最高位は4位だった。

## 収録曲
- 全曲作詞・作曲：中島みゆき／編曲：萩田光雄

1. カム・フラージュ (3分13秒)
2. 雪 (4分44秒)

## セルフカバー・カバー
- 中島みゆき（1985年） - セルフカバー。アルバム『御色なおし』に収録されている。
- 工藤静香（2008年） - カバーアルバム『MY PRECIOUS -Shizuka sings songs of Miyuki-』に収録。